# Western Springs AFC
Der Western Springs Association Football Club ist ein neuseeländischer Fußballklub aus Westmere in der Region Auckland.

## Geschichte
Ursprünglich wurde der Klub im Jahr 1989 gegründet. Die Geschichte der Vorgängerklubs lässt sich aber bis auf das Jahr 1923 zurückverfolgen. Der im Jahr 1924 gegründete Comrades FC schloss sich im Jahr 1952 mit dem Grey Lynn FC zusammen, um Grey Lynn Comrades United zu bilden. Diesen Namen änderte man aber bereits im Jahr 1954 in Grey Lynn United. Danach folgte im Jahr 1989 eine Fusion mit dem im Jahr 1949 gegründeten Point Chevalier AFC zum heutigen Western Springs AFC.

### Männer
Im Spielbetrieb der Northern League, bewegt sich die Herren-Mannschaft von da an immer zwischen der Division Two und One. Erstmals in die Premiership, die bis dahin höchste Spielklasse der Liga, schaffte man es im Jahr 2015, ab der Spielzeit 2018 schaffte man es dann auch dauerhaft in diese Spielklasse. Zur Saison 2021 wurde die Northern League dann zum Unterbau für die neue National League. In den beiden bisherigen Spielzeiten verpasste man aber eine Platzierung unter den Rängen, die für die Championship qualifizieren.

### Frauen
Die Frauen-Mannschaft erreichte in der Qualifikationsphase der Saison 2022 mit 43 Punkten den zweiten Platz und qualifizierte sich so für die Championship der National League. Hier gelang es auch dann über den zweiten Platz am Grand Final teilzunehmen. Am Ende unterlag man hier aber mit 0:4 den Eastern Suburbs.